# Orakelbensskrift
| Tecknet 馬 (häst) skrivet med orakelbensskrift (vänster) och normalstil (höger) |  | Tecknet 馬 (häst) skrivet med orakelbensskrift (vänster) och normalstil (höger) |
| Tecknet 馬 (häst) skrivet med orakelbensskrift (vänster) och normalstil (höger) |  |                                                                                 |

| Tecknet 女 (kvinna) skrivet med orakelbensskrift (vänster) och normalstil (höger) |  | Tecknet 女 (kvinna) skrivet med orakelbensskrift (vänster) och normalstil (höger) |
| Tecknet 女 (kvinna) skrivet med orakelbensskrift (vänster) och normalstil (höger) |  |                                                                                   |

| Wang Yirong (vänster) och Liu E (höger) som 1899 upptäckte orakelbensskriften. |  | Wang Yirong (vänster) och Liu E (höger) som 1899 upptäckte orakelbensskriften. |
| Wang Yirong (vänster) och Liu E (höger) som 1899 upptäckte orakelbensskriften. |  |                                                                                |

Orakelbensskrift från kung Wu Dings regeringstid (1250 f.Kr.–1192 f.Kr.).

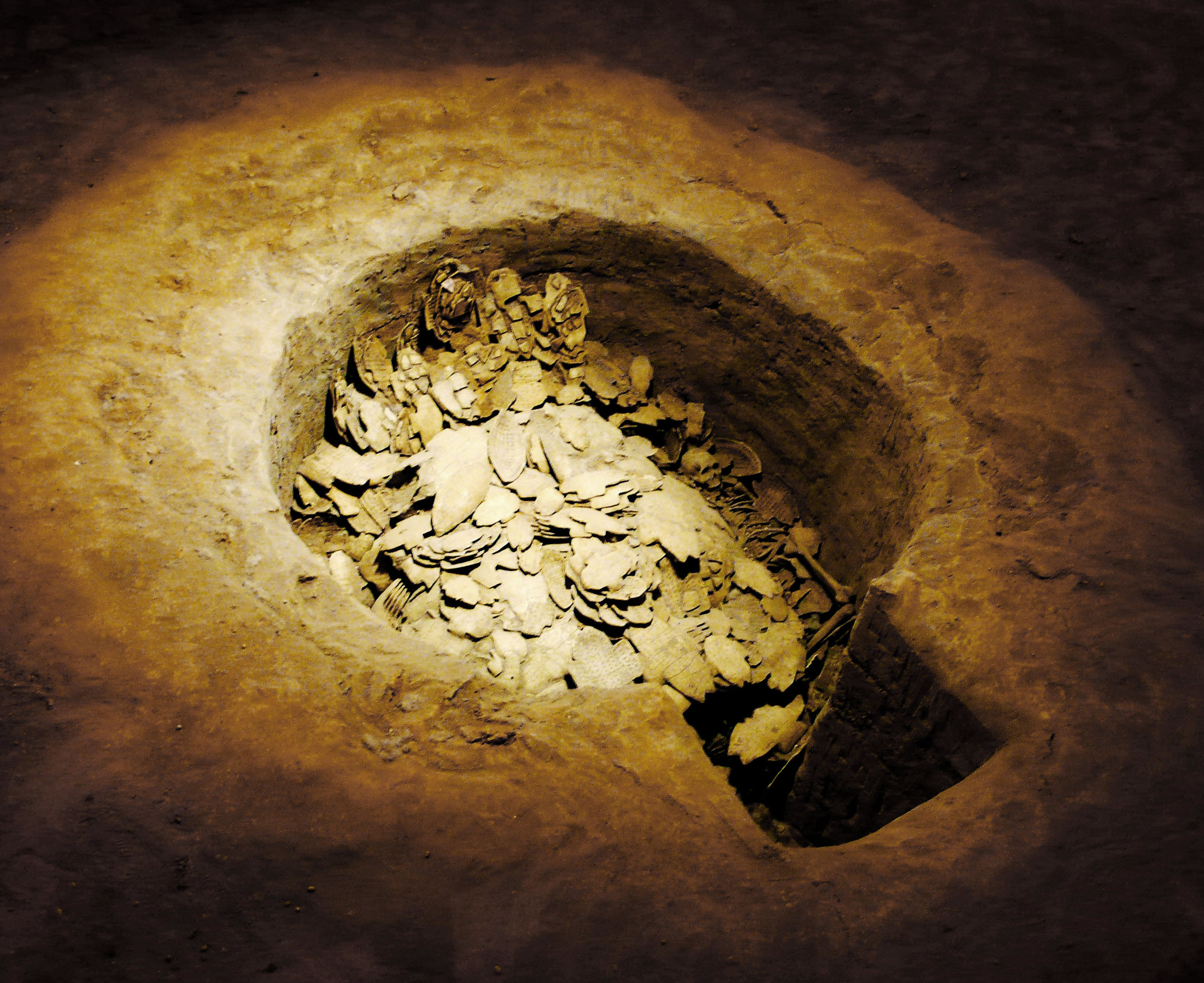
En fyndgrop där orakelben grävs upp i fornstaden Yinxu i Anyang.

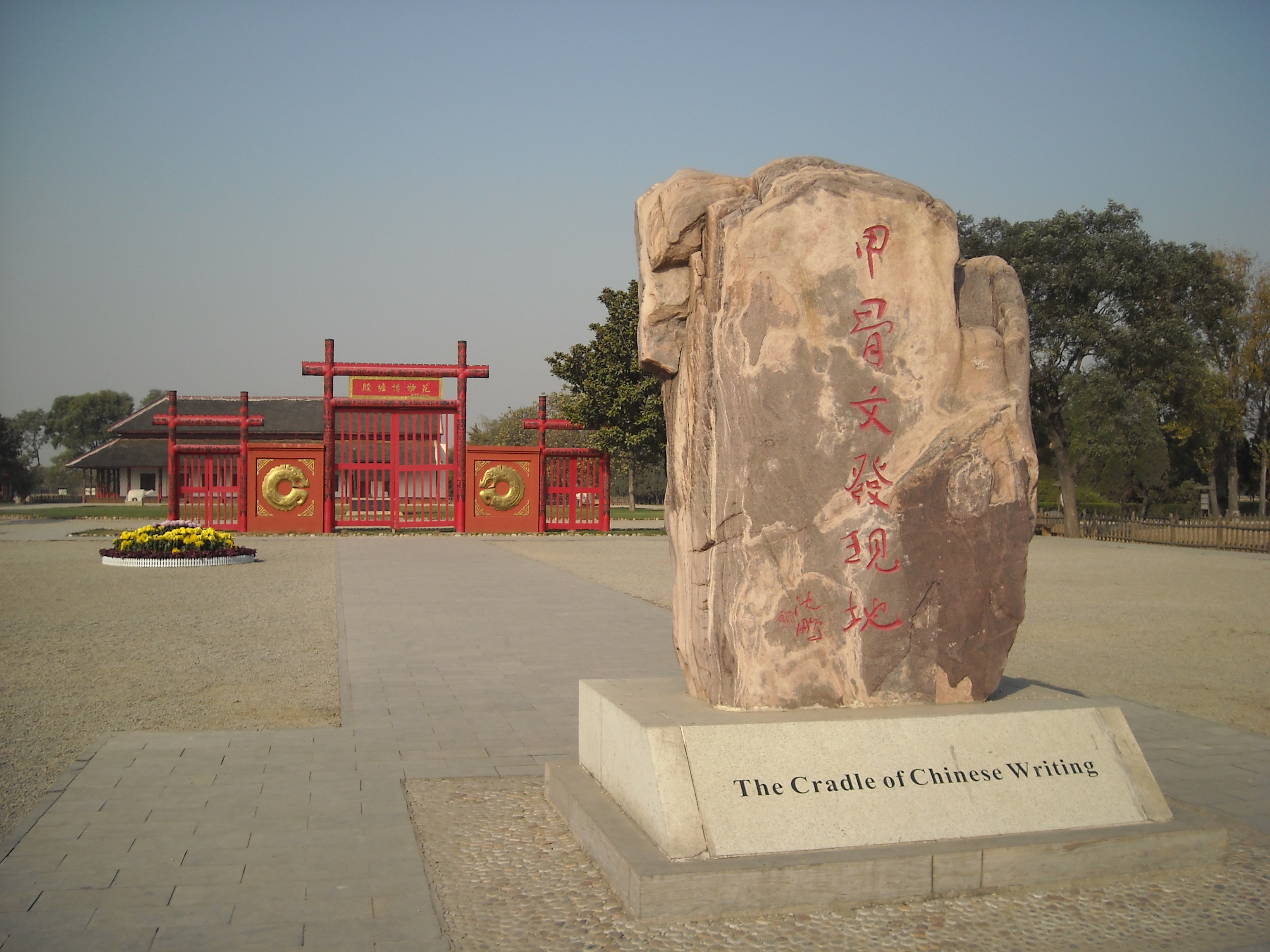
Entrén till Yinxu i Anyang där den största delen av orakelbenen har hittats.

Orakelbensskrift (甲骨文; jiǎgǔwén) (’skrift på sköldar och ben’) är en forntida stil av det kinesiska skriftspråket och en del i ursprunget till kinesisk kalligrafi. 
Stilen har fått sitt namn av att texten är skriven på så kallade orakelben (甲骨; jiǎgǔ). Orakelben användes i det antika Kina för att göra spådomar som utlästes ur sprickformationerna efter att orakelbenen spräckts av upphettning. Orakelbensskriften användes huvudsakligen från omkring 1250 f.Kr. till 1046 f.Kr. under Shangdynastin. Skriften levde även till viss del kvar under efterföljande Zhoudynastin fram till att den försvann på 700-talet f.Kr. i takt med att spåmetoderna från I Ching började användas. Orakelbensskriften representerar det äldsta kända kinesiska skriftspråket, även om det finns äldre fynd av fristående skrivtecken. Orakelben har haft en mycket stor betydelse för arkeologer och historiker och är den äldsta skriftliga dokumentationen om den kinesiska historien.
Orakelbensskriften tillhör tillsammans med forntida Egyptens hieroglyfer, Babyloniens kilskrift och mayaskriften världens mest kända forna skrivsystem, men det är bara orakelbensskriften som överlevt och utvecklats till nutida användande. 2017 listades Orakelbensskriften av Unesco som världsminne.

## Upptäckt
Upptäckten av orakelbensskriften gjordes 1899 av de båda paleografiintresserade vännerna Wang Yirong och Liu E. Wang Yirong fick malaria 1899 och blev ordinerad malda benbitar, så kallade drakben (龙骨), som en del i sin medicinering. Liu E köpte drakben på ett apotek i Peking, varefter de upptäckte att det fanns skrivtecken på benbitarna. Liu E och Wang Yirong köpte alla benbitar de kunde i Peking, och kom över totalt 1 058 inskriptioner. År 1903 publicerade Liu E texterna i boken "Samlade fynd av sköldpaddsskal" (鐵雲藏龜), men visste då inte var benen kom ifrån eller hur gamla de var.
Benen spårades 1908 till byn Xiaotun utanför Anyang i Henan där Shangdynastins sista huvudstad Yinxu tidigare hade lokaliserats. Vid Xiaotun fanns det en lång tradition bland bönder att gräva upp drakben för att sälja till apoteken. År 1928 påbörjades utgrävningar av Yinxu varvid en stor mängd ben och sköldpaddsskal med inristningar hittades. Fram till 1937 hade 25 000 orakelben grävts upp.
Den dominerande mängden av Shangdynastins orakelben har grävts upp i Anyang, men det har även hittats orakelben vid utgrävningarna av Zhengzhou Shangstad på 1950-talet och i Shandong. Det har även hittats orakelben från den äldre delen av Zhoudynastin (1046 f.Kr.–256 f.Kr.) i Shanxi, Peking, Ningxia och Shaanxi. Det hittades till exempel över 7 000 orakelben från tidiga Zhoudynastin vid utgrävningarna av Hertig av Zhous tempel i Qishan i Shaanxi.

## Skrivstil
Orakelbensskriften är föregångare, och en del i ursprunget till grundstilarna inom kinesisk kalligrafi. Stilen är till viss del kantig i sin karaktär eftersom den utförts genom inristning med kniv eller annan vass utrustning. (Yngre orakelbensskrift har även hittats som är målad med pensel.) De enskilda elementen i tecknen är ofta tjockare i mitten med skarpa avslut. Cirkulära delar består ofta av flera sammansatta raka delar. Tecknens storlek varierar i skriften och textraderna är inte symmetriska och det finns många visuella inkonsekvenser. Tecknen är inristade i kolumner skrivna uppifrån ner och vanligen från höger till vänster.
Det råder delade meningar om hur orakelbensskriften ska grupperas inom den kinesiska kalligrafin. En del forskare menar att det utgör en egen stil medan andra grupperar orakelbensskrifen som en undergrupp till stor sigillskrift. Orakelbensskriftens struktur har mycket gemensamt med bronsskriften.
Orakelbensskriften användes för formell text, och jämfört med den samtida bronsskriften representerade sannolikt orakelbensskriften den moderna skrivstilen, och bronsskriften var mer arkaisk, dekorativ och användes huvudsakligen för att skriva namn på bronsföremål.

## Spådomarna
Shangdynastins kungar var mycket vidskepliga och gjorde stora offer till sina förfäder och deras andar. De använde orakelben för att komma i kontakt med sina förfäders andar och spå framtiden. På orakelbenen inristades en fråga som kunde gälla till exempel krig, jakt, väder, skörd, födelse, död eller sjukdom. På baksidan av orakelbenet borrades flera hål, vilka dock inte var genomgående, i syfte att underlätta för sprickor att uppkomma när skalen senare hettades upp. Spåmännen (贞人) kunde sedan tolka sprickorna och få svaren på frågorna. Ofta ristades svaret in i orakelbenet, ibland även om spådomen besannades. Också datum och spåmannens namn dokumenterades. På varje orakelben finns det allt från en handfull upp till flera hundra skrivtecken.
Frågorna eller påståendena kunde ibland vara mycket enkla, såsom om en dag skulle bli gynnsam (吉) eller ogynnsam (凶). Frågeställningen var ofta formulerad två gånger, både positivt och negativt uttryckt. Exempelvis: "Inte flytta sig" och "Bra att flytta sig".. Förutsägelsen på ett orakelben kan exempelvis lyda: "Fu Haos barnsäng kommer att vara god". Det verkliga utfallet dokumenterades som "[...] det var inte bra; det blev en flicka". De sista av Shangdynastins kungar spådde själva resultatet av sprickorna i orakelbenen, medan de tidigare kungarna använde spåmän som kunde vara specialiserade för till exempel militära eller politiska frågor. Spådomarna gjordes vanligen över en tiodagarsvecka (旬).
Det var vanligen bröstskölden från sköldpaddor eller skulderblad från boskap som användes som bas till orakelbenen, men det har även hittats två fall av speciella orakelben där mänskligt kranium har använts.

## Historieforskning
Orakelbenen är den äldsta skriftliga källan för den kinesiska historien och den primära källan för historieforskning kring Shangdynastin. En stor del av kungarnas aktiviteter finns dokumenterade i orakelbenen, vilket gör dem ovärderliga för både arkeologer och historiker. Information om militären, juridiken, politiken, ekonomin, astronomiska händelser och samhället i allmänhet går att utläsa ur texterna på orakelbenen.
De äldsta orakelbenen med skrift som hittills identifierats är från tiden för kung Wu Ding (r. 1250 f.Kr.–1192 f.Kr.) men även äldre förfäder listas i spådomarna. De äldsta orakelben som använts för spådomar är daterade till ca 1900 f.Kr., men dessa tidiga orakelben saknar inskriptioner. Orakelbenens information om Shangdynastins regenter stämmer överens med till exempel Shiji som skrevs cirka 1 000 år senare av Sima Qian, vilket bevisar att kungarna under den senare delen av Shangdynastin verkligen har existerat.
Totalt har omkring 160 000 orakelben hittats, med sammanlagt 1,5 miljoner skrivtecken. På dessa har fler än 5 000 unika tecken identifierats varav ungefär 1 600 har kunnat översättas. National Museum of Chinese Writing i Anyang erbjuder (2017) en belöning på upp till 100 000 RMB för varje ytterligare tecken som kan tydas.
Orakelbenen visade att Shangdynastins kungar refererade till sina förfäder med tempelnamn uppbyggda av två tecken: Först kommer en släktterm såsom 父 (far) eller 组 (förfader) eller en beskrivande term som 大 (stor) eller 小 (liten). Prefixet följs av en ändelse från de himmelska stammarna såsom 甲 (jia), 乙 (yi), 丙 (bing) eller 丁 (ding) som är en form av numrering. Exempel på tempelnamn är kung Zu Jia 祖甲 (Förfader Jia) och kung Da Yi 大乙 (Stora Yi). Skrifterna visar också att Shangdynastins regenter kallades för just ’kung’ (王) under sin livstid, för att sedan postumt bli titulerad med sitt tempelnamn. De 22 tecknen för årtalen i Himmelska stammar och jordiska grenar används på orakelbenen för tidsangivelser, och det visar också att Shangdynastin använde månkalendern.
Utförandet av orakelbensskriften har varierat över tiden, och arkeologen Dong Zuobin har delat in orakelbenen i fem historiska faser vilka baseras på inskriptionernas egenheter såsom språkstil och spåmän:
| Fas | Kungar                               | Tidsperiod                              | Not |
| --- | ------------------------------------ | --------------------------------------- | --- |
| I   | Pan Geng, Xiao Xin, Xiao Yi, Wu Ding | (ca 1300 f.Kr.) / 1250 f.Kr.–1192 f.Kr. | Hittills har inga orakelben kunnat dateras till tiden före kung Wu Ding, men Dong Zuobin väljer ändå att ta med kungarna från och med Pan Peng i gruppen. |
| II  | Zu Geng, Zu Jia                      | 1191 f.Kr.–ca 1160 f.Kr.                | |
| III | Lin Xin, Geng Ding                   | ca 1160 f.Kr.–1148 f.Kr.                | |
| IV  | Wu Yi, Wen Wu Ding                   | 1148 f.Kr.–1102 f.Kr.                   | |
| V   | Di Yi, Di Xin                        | 1101 f.Kr.–1046 f.Kr.                   | |

## Utställningar
Orakelben ställs ut på National Museum of Chinese Writing i Anyang som öppnade 2009, men även på t.ex. Kinas nationalmuseum i Peking.

## Galleri

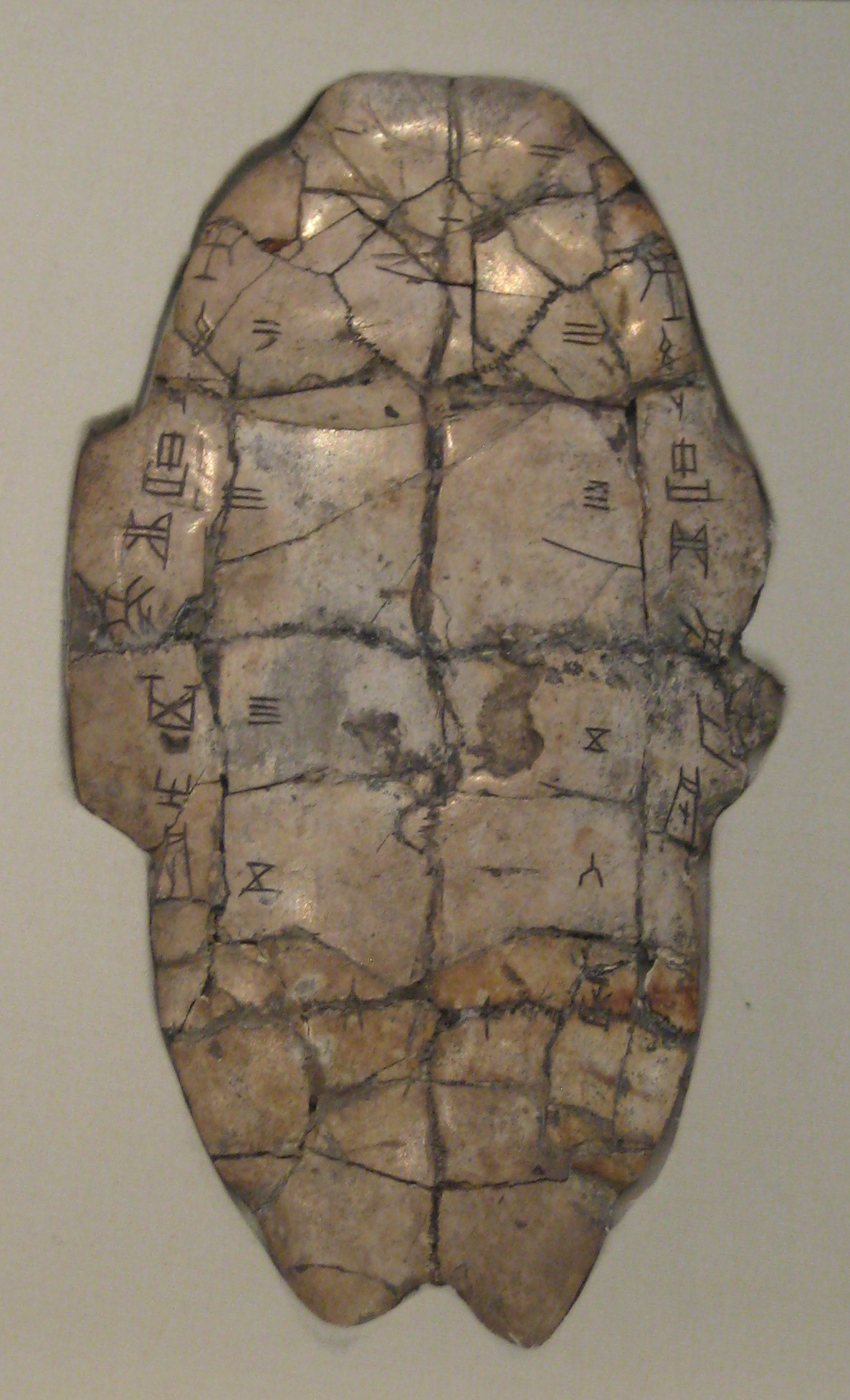
Orakelbensskrift på ett orakelben av bröstskölden från en sköldpadda.
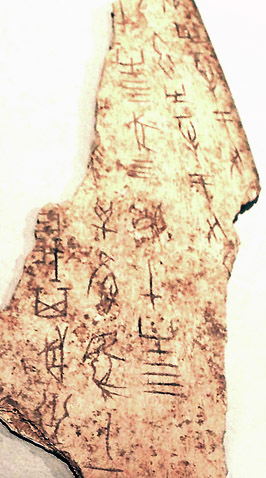
Orakelbensskrift på ett orakelben av ett skulderblad från boskap.
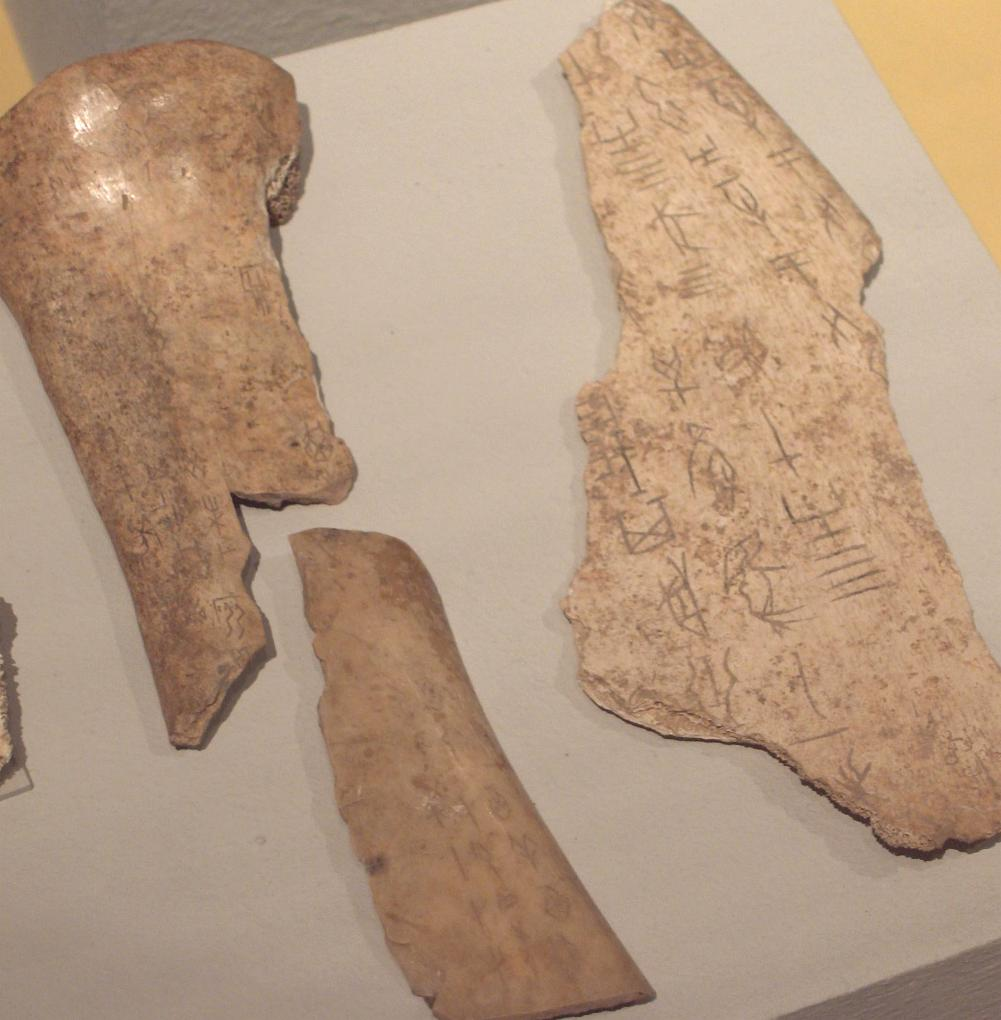
Orakelben utställda på Linden Museum i Stuttgart.
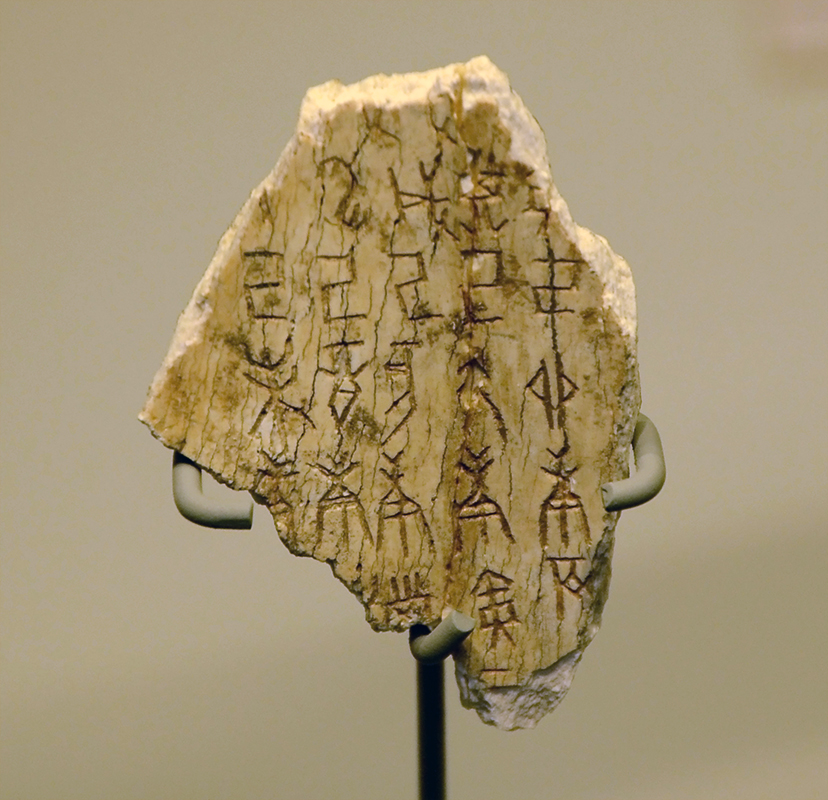
Ett orakelben från Anyang daterat 1200 f.Kr.